# Скауты-пауни
Скауты-пауни (англ. Pawnee Scouts) представляли собой боевое подразделение в армии США во второй половине XIX века. В отличие от большинства индейских скаутов, основной задачей которых было выслеживание вражеских сил и разведка, пауни, кроме этого, осуществлявшим охрану и патрулирование опасных территорий. Во время военных операций пауни вели экспедиции вглубь оспариваемой территории, выслеживали враждебные племена и в первых рядах атаковали их лагеря, защищали отряды строителей Первой трансконтинентальной железной дороги от набегов, провозили депеши через вражескую территорию и не раз спасали американские войска от катастрофы на полях сражений.
В период с 1864 по 1877 год скауты-пауни оказали неоценимую помощь американской армии. Поскольку народ пауни находился в состоянии войны с сиу, шайеннами, арапахо и подвергался постоянному давлению и агрессии со стороны этих племён, многие воины пауни были готовы служить в армии против своих традиционных врагов. В течение нескольких лет скауты-пауни зарекомендовали себя как высокоэффективная боевая сила армии США.